# Reggenza di Empat Lawang
La reggenza di Empat Lawang (in indonesiano: Kabupaten Empat Lawang) è una reggenza dell'Indonesia, situata nella provincia di Sumatra Meridionale.